# Záviš (zpěvák)

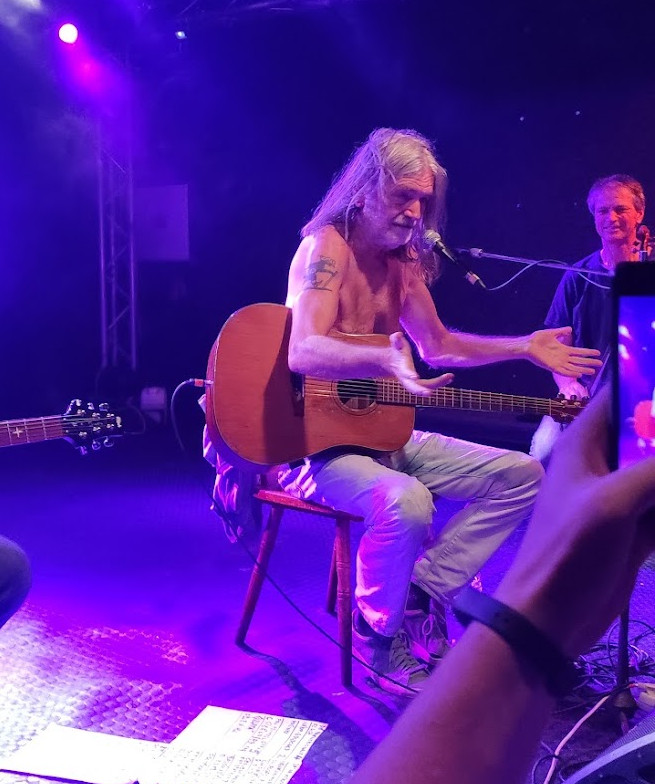
Záviš bez trička v klubu Melodka v Brně (2022)

Záviš, vlastním jménem Milan Smrčka (* 27. září 1956, Znojmo) je český zpěvák, písničkář a básník. Záviš bývá nazýván Knížetem pornofolku a jeho tvorba je označována jako „pornofolk“.

## Život a dílo
Jeho tvorba má autobiografické prvky. Na své rodné město odkazuje zejména ve svých písních Znojemské vlakové nádraží, Červený most a Výlet do Znojma; postavu svého otce, vojáka z povolání, připomenul písní Já na vojnu nepudu. S otevřeností prezentuje i sebe sama, například v písni Úděl šumařů.
S jeho jménem se pojí výraz „pornofolk“, kterým bývají jeho písničky, obsahující často sprostá slova, označovány. Pornofolk jako hudební žánr již má i vlastní festival Pornofest, kde se jeho přední představitelé každoročně scházejí.
V roce 2006 brněnské rádio Hey vyzvalo k hlasování pro Záviše v anketě Český slavík, později se ale od akce distancovalo, protože se „Záviš nelíbil sponzorům“. Popularita Záviše od té doby stoupala.[zdroj?]
Vystupuje pravidelně po celé České republice – stálé scény má ve dvou pražských klubech (Vagon, Nad Viktorkou) a v brněnském klubu Melodka (každý měsíc). V roce 2005 vystoupil v České televizi v rámci benefičního koncertu pro konto Paraple. Příležitostně účinkuje s dalšími interprety, jakými jsou Dáša Vokatá, Hever & Vazelína, Visací zámek, Josef Klíč nebo Tři sestry.
Záviš se stal hlavním motivem filmu známého českého dokumentaristy Karla Vachka, který byl v roce 2006 natočen pod názvem Záviš, kníže pornofolku. Jeho tvorbu pozitivně hodnotil např. i Karel Gott.

## Tvorba

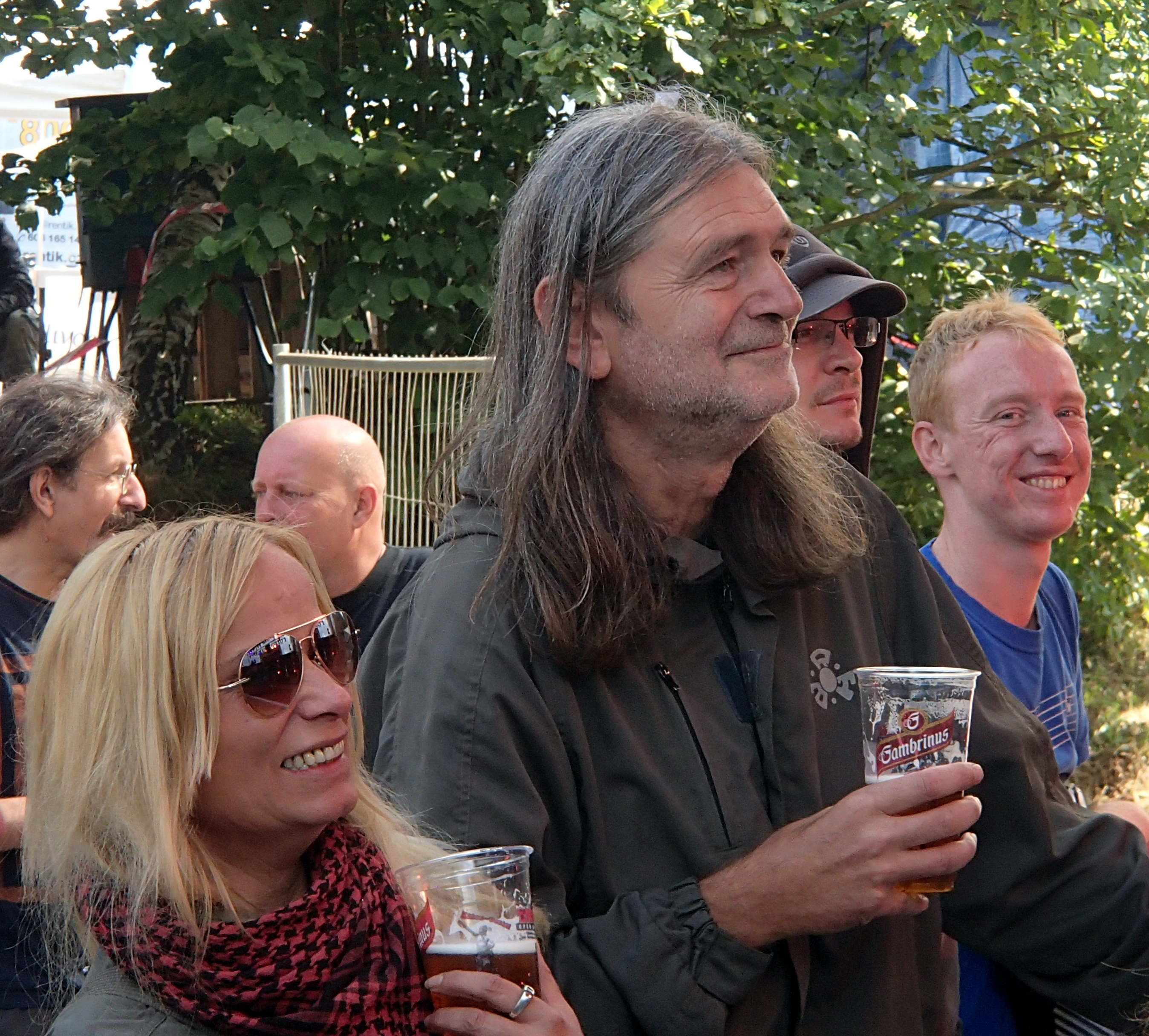
Záviš v roce 2014

### Hudební tvorba
- Určeno pro uši rabijáků (1998, vlastní náklad)
- Slunce v duši (2000, vlastní náklad)
- Záviš, syn vojáka (2001, vlastní náklad)
- Sejdeme se na věčnosti (2002, vlastní náklad)
- Radost pohledět (2004, vlastní náklad)
- Život je sranda (2005, vlastní náklad)
- Když prší (2006, vlastní náklad)
- Rolník a rorýsek /1975–2007/ (2007, FT Records) – kompilace písní z předchozích alb a dva bonusy
- Bože, já jsem vůl! (2008, vlastní náklad)
- Závišova Devátá (2009, vlastní náklad)
- Záva a Pepa / Naživo za pivo (2010, Ears&Wind Records) – koncert s Josefem Klíčem z brněnského klubu Boro, prosinec 2009
- Nevytahuj mi ho prosím na veřejnosti (2012, vlastní náklad)
- K tomu nic  (2014, Ears&Wind Records)
- Závišova dvanáctka  (2016, Ears&Wind Records)
- U prdele (2018, Ears&Wind Records)
- Hrci-prci  (2020, Ears&Wind Records)
- Výlet do Znojma (2022)
- Ryby, ryby, rak (2024)

### Literární tvorba
- Oběšený Petr (1999, vlastní náklad, ilustroval Karel Pokorný; 2013, Ears&Wind Records,2. vydání, ilustroval Vladimír Smýkal, doprovodní texty napsali Karel Lála, Emir&Chali a Fido)
- Konec zhuntovaného kavalíra (2001, Julius Zirkus, lustroval Vladimír Kopecký)
- Záviš, pacient Šafáře (2003, Julius Zirkus, ilustrovala Kristina Šilerová)
- Ať žije republika! (2005, Julius Zirkus, ilustrovala Kristina Šilerová)
- Nedá se svítit… (2007, Julius Zirkus, ilustrovala Kristina Šilerová)
- Prvé písně Závišovy (2008, Julius Zirkus, ilustrovala Kristina Šilerová)
- Pičoviny (2010, Julius Zirkus, ilustroval Rudolf Šmíd)
- Veršíky z putyky (2012, Julius Zirkus, ilustrovala Tamara Blažková)
- Krůček od hajzlu (2013, Julius Zirkus, ilustrovala Tamara Blažková)
- Let balónem (2015, Julius Zirkus, ilustrovala Kristina Šilerová)
- Muzikant (2017, Maťa, ilustroval Vladimír Smýkal)
- Procházka Brnem (2018, Julius Zirkus, ilustroval Vladimír Havran Smýkal)
- Pralinky z mašinky (2020, Julius Zirkus, ilustroval Štěpán Málek)
- Dobrou noc (2022, Ears & Wind Records, ilustroval Adam Černý)
- Druhé písně Závišovy (2023, Pangea, ilustrovala Kristina Šilerová)
- Povídky z kutlochu (2023, Julius Zirkus)[7]

### Filmová tvorba
- Záviš, kníže pornofolku… (2006, Karel Vachek, dokument / písně ve filmu)
- Kokot a perly (2006, Václav Hanuš, krátký dokument o Závišovi)
- Záviš, kníže pornofolku (2018, Anežka Horová, krátký amatérský dokument)

## Anketa Český slavík
Kategorie Zpěvák:
- 2005 – 171. místo
- 2006 – 106. místo
- 2007 – 134. místo
- 2008 – 110. místo
- 2009 – 76. místo
- 2010 – 56. místo
- 2011 – 74. místo
- 2012 – 72. místo
- 2013 – 89. místo
- 2014 – 53. místo
- 2015 – 61. místo
- 2016 – 59. místo
- 2017 – 86. místo
- 2021 – 52. místo
- 2022 – 67. místo
- 2023 – 87. místo
- 2024 – 86. místo